# Marcel Kalz
Marcel  Kalz (Berlijn, 9 maart 1987) is een Duits wielrenner die zowel op de weg als op de baan actief is. Hij beëindigde in 2017 zijn loopbaan. 
Hij brak door als jeugdrenner door samen met Erik Mohs in 2007 Europees kampioen ploegkoers te worden bij de Beloften. Een seizoen eerder was hij samen met Roger Kluge al als 3de geëindigd op het EK, en in 2005 werd hij aan de zijde van Norman Dimde ook al vice-wereldkampioen bij de junioren.
Bij de elite heeft hij zich vooral gespecialiseerd in de ploegkoers en de puntenkoers. In deze disciplines behaalde hij al verschillende nationale titels. De laatste jaren heeft hij zich ook laten opmerken in Zesdaagses. Zo won hij driemaal de Zesdaagse van Bremen (2013, 2015 en 2017) en de Zesdaagse van Kopenhagen (2014) en die van Berlijn (2015).

## Overwinningen

### Zesdaagse
| Nr. | Jaar | Zesdaagse van | Samen met       |
| --- | ---- | ------------- | --------------- |
| 1   | 2013 | Bremen        | Franco Marvulli |
| 2   | 2014 | Kopenhagen    | Robert Bartko   |
| 3   | 2015 | Bremen        | Alex Rasmussen  |
| 4   | 2015 | Berlijn       | Leif Lampater   |
| 5   | 2017 | Bremen        | Iljo Keisse     |

### Baanwielrennen
| Jaar        | DK                                                   | EK         | WK         | Overig                             |
| Als junior  | Als junior                                           | Als junior | Als junior | Als junior                         |
| ----------- | ---------------------------------------------------- | ---------- | ---------- | ---------------------------------- |
| 2004        | puntenkoers                                          |            |            |                                    |
| 2005        | ploegkoers                                           |            | ploegkoers |                                    |
| Als belofte |                                                      |            |            |                                    |
| 2006        |                                                      | ploegkoers |            | UIV Cup: Munchen                   |
| 2007        |                                                      | ploegkoers |            |                                    |
| Als elite   |                                                      |            |            |                                    |
| 2006        | ploegkoers                                           |            |            |                                    |
| 2007        | ploegkoers                                           |            |            |                                    |
| 2008        | ploegkoers                                           |            |            |                                    |
| 2009        | Ploegkoers                                           |            |            |                                    |
| 2010        | ploegenachtervolging                                 |            |            |                                    |
| 2011        | ploegkoers · omnium ploegenachtervolging puntenkoers |            |            |                                    |
| 2012        | ploegkoers · ploegenachtervolging                    |            |            |                                    |
| 2013        | puntenkoers · ploegenachtervolging · ploegsprint     |            |            | Cottbus: ploegkoers en puntenkoers |
| 2014        | ploegkoers                                           |            |            |                                    |
| 2015        | puntenkoers · ploegkoers                             |            |            |                                    |
| 2016        |                                                      |            |            |                                    |
| 2017        | ploegkoers                                           |            |            |                                    |